# Swag It Out
Singles de Zendaya
Replay
Swag It Out est le premier single de Zendaya. La chanson, de genre musical R&B, a été composée par Bobby Brackins et est sortie le 30 mai 2011 aux États-Unis. C'est le premier single de la carrière de Zendaya qui est sortie sur un label indépendant. 

## Sortie
La chanson est sortie le 30 mai 2011.

## Clip vidéo
Le clip vidéo a été tourné le 15 septembre 2011 dans la ville natale de Zendaya, à Oakland (Californie). La vidéo, réalisée par Glenn A. Foster, est sortie pour la première fois le 15 décembre 2011 sur la chaine YouTube de Zendaya.

## Liste des pistes
- Téléchargement[1]

1. "Swag It Out" - 3:12